# 新疆马明方叛徒集团案
新疆马明方叛徒集团案，又称「四三」专案，是指文化大革命期间自1967年开始，由康生、吴法宪指示，南开大学红卫兵组织和中央专案组参与调查的一起「揪叛徒」案件，其中马明方等100多名在盛世才统治新疆期间在新疆被抓捕的中共人员被指控。1975年，马明方案在九一三事件后被初次平反。文革结束后，被彻底平反。

## 背景

### 盛世才与新疆中共人员抓捕
1936年开始，中共曾与时任新疆边防督办盛世才合作，1937年，八路军驻新疆办事处成立。但是随着盛世才与苏联交恶同时与蒋介石重庆政府合作日益密切，1942年开始，100多名中共人员在新疆被逮捕，其中毛泽民、陈潭秋、林基路三名中共干部于1943年9月27日在迪化（今乌鲁木齐）被秘密处决。1944年，盛世才被调离新疆，前往重庆。
抗日战争结束后，毛泽东在重庆谈判中提出释放一切爱国政治犯。同时周恩来委托张治中「查清我方被盛世才关押的100多名干部及家属的下落，无条件释放送回延安。」1946年5月10日，蒋介石同意释放新疆在押中共人员，7月11日，129名中共人员抵达延安。
随后，大量新疆归来人员被重新安排工作。在文革前，马明方（东北局第三书记）、张子意（中宣部常务副部长）、方志纯（江西省委书记）、夏伯勋（空八军军长）在内的多人得到重用，任省部级以上高官。

### 六十一人叛徒集团案
1936年，薄一波、安子文等几十名被关押在北平的中共人员在刘少奇的密信指示下与国民党合作，登报发表「反共启事」出狱。1966年，康生主持成立「1936专案组」并指控1936年在北平登报发表反共启事的61人有叛徒嫌疑，南开大学红卫兵组织“八一八”首先调查了前任南开大学党委书记、名列61人之一的高仰云。其后，在中央文革小组和部分中共干部的支持下，杨献珍、刘澜涛、张闻天等多名该案被指控者遭到调查。1967年3月16日，中共中央发布了《关于薄一波、刘澜涛、安子文、杨献珍等人自首叛变问题的初步调查》文件，从此「六十一人的叛徒集团」被正式定性，直到文革结束后才平反。

## 经过
六十一人叛徒集团案爆发后，「揪叛徒」成为文革中的潮流。1967年5月，同属南开大学，与「八一八」派对立的红卫兵组织「卫东」开会决定参与揪叛徒，称「八一八因揪出了六十一人叛徒集团而出了名，我们也不能落后，要多派出一些人，出去抓叛徒，想办法超过八一八」。在发现新疆中共人员被捕事件后，开始调查李宗林、马明方和张子意等曾在新疆被捕的100多名中共党员，指控他们由于与烈士陈潭秋、毛泽民、林基路一起被捕却生还，有出卖三人的叛徒嫌疑。后向空军司令部反映，得到当时空军党委以及时任司令员吴法宪的支持。同月，由空政、民航总局和南开「卫东」组成的联合调查组首次前往新疆调查。
1967年11月，「新疆马明方叛徒集团」正式立案，负责调查该案的中央“四三”专案组（对外代号为「五二六」专案组，「四三」意为在1943年入狱叛变）成立。在康生的审定下，马明方、张子意、方志纯、高登榜等20名干部被专案组直接审查，其余被指控者被所在单位审查。1969年3月起，「四三」专案组在许凤家负责下再次前往新疆进行调查。
由于缺少材料，专案组在调查过程中对被指控者多次进行刑讯逼供，吴法宪曾指示专案组「材料不少了，现在要突击审讯，要他们的口供。有口供就可以定案……其他组都有战果，就是我这个司令管的这个组报不出战果。」马明方在1968年2月曾被「用打耳光、卡脖子、拳打脚踢、燕儿飞天、坐喷气式飞机等十多种刑罚……进行了20多天的刑讯逼供」。同时，郑大纶（曾任中统特务）、徐梦秋（原中共党员，在新疆后被捕后投靠国民党加入军统）等其他当事人也被专案组审讯，并提供证明材料。
1968年8月11日，康生在一次讲话说：「马明方专案能定。 一、叛徒问题，可定；二、投降国民党问题，可定；三、包庇特务很突出，可定；四、特嫌；五、高岗反党集团。」该案逐渐被正式定案。1970年10月，中央专案组在《案犯登记表》中注明马明方属于「叛徒，彭、高、习成员，死不改悔的走资派」「处理意见：永开除党、判无期、剥夺终身。」20多人在被审查过程中死亡。

## 后续

### 初次平反
九一三事件后，周恩来开始主持中共中央日常工作，马明方等人开始通过各种途径申诉。1975年7月31日，中共中央办公厅发布[1975]10号文件，宣布「毛主席、党中央已经批准对新疆马明方案，予以平反」，宣称「马明方等绝大多数同志，在敌人监狱里表现很好，没有自首叛变」，但同时认为立案原因是「有人揭发」，因此「立案审查是完全必要的」。

### 文革后
文革结束后。1979年12月29日，中共中央为马明方举行了由徐向前主持的追悼会。1980年6月14日，中共中央在平反冤假错案期间批转《关于为“新疆马明方案”平反报告》，称「林彪一伙和康生等人，为篡党夺权，推行极左路线，于一九六七年十一月，捏造罪名，颠倒是非，诬陷马明方、张子意、方志纯、高登榜、谢良、杨之华、刘护平、李云场、吉合同志等一百多人，于一九四三年在新疆被军阀盛世才逮捕后自首叛变。」该案被中共彻底平反。